# Simon Stumpf
Simon Stumpf (* um 1480 in Bödigheim, Unterfranken, Franken; † im 16. Jahrhundert) war als katholischer Priester und reformierter Pfarrer von Höngg bei Zürich eine treibende Kraft der Zürcher Reformation. Einigen später täuferischen Akteuren stand er zwischenzeitlich nahe. Entgegen früherer Vermutungen gibt es keine Hinweise darauf, dass Stumpf sich 1525/1526 in Basel der Täuferbewegung anschloss, eine Gläubigentaufe kann jedoch auch nicht ausgeschlossen werden.

## Leben

### Weggefährte Zwinglis
Wenig ist über Herkunft und Jugend von Simon Stumpf bekannt. Seine Familie stammte aus Bönigheim in Unterfranken und ist 1482 im Gült- und Zinsbuch des Klosters Amorbach im Odenwald nachgewiesen. Er besuchte wahrscheinlich die Lateinschule in Buchen und soll Mönch gewesen sein. 1514 und 1515 war er als Student an der Universität Basel eingeschrieben, wo er Humanisten wie Erasmus von Rotterdam und zukünftige Reformatoren wie Konrad Grebel kennenlernte.
Als Anhänger der Reformation verbreitete er schon früh lutherisches Gedankengut in der Schweiz. Von Basel aus trat er spätestens am 2. Juli 1519 mit Zwingli in Briefkontakt und war einer seiner frühen und eifrigen Mitstreiter. Wie Wilhelm Reublin verliess er Basel und wurde 1520 Leutpriester in Höngg. Am 2. Juli 1522 war er einer von zehn Mitunterzeichner der Bittschrift Zwinglis (Supplicatio) an den Bischof von Konstanz, in der die Aufhebung des Zölibates verlangt wurde. Eine Antwort vom Bischof ist nicht bekannt.

### Verweigerung der Zehnten und Bildersturm
Im Herbst des gleichen Jahres rief Stumpf öffentlich zur Zehntenverweigerung auf. Das Kloster Wettingen unter Abt Andreas Wengi, an welches die Höngger zehntenpflichtig waren, zog Stumpf vor Gericht und bezichtigte ihn des antiklerikalen Verhaltens. Der Rat von Zürich stellte sich schlichtend hinter den Pfarrer von Höngg. Stumpf verzichtete auf seine Pfründe, war jedoch weiterhin als Prediger in Höngg tätig. Die Forderung nach Abschaffung der Zehnten wurde auch in anderen Dörfer der Zürcher Landschaft wie Zollikon, Witikon u. a. aufgenommen. Der Rat und mit ihm Zwingli stellte sich gegen diese Forderungen. Stumpf intervenierte bei Zwingli und forderte ihn zu radikalerem Verhalten auf.
Nachdem sich Zwingli und vermutlich auch Jud gegen die Bilderverehrung ausgesprochen hatten, schritt Stumpf mit Gleichgesinnten in Höngg zur Tat. Am 27. September 1523 fand in der Pfarrkirche Sankt Mauritius der erste Bildersturm statt, woran sich Jakob und Uoli Nötzli, Hänsi Buri, Uli Grossmann und der Schmiedeknecht Rudolf aus Ravensburg beteiligten und vierzehn Gemälde, Altartafeln und Heiligenstatuen entfernten. In der Umgebung führte diese zu Nachahmungen, so in Weiningen und Wipkingen.

### Teilnahme an der Disputation und Wegweisung
An der zweiten Zürcher Disputation, die vom 26. bis 28. Oktober 1523 stattfand, trat er zusammen mit Manz und Grebel auf und forderte die Abschaffung der Messe. Stumpf widersprach Zwingli heftig, als dieser dem Rat gewisse Entscheidungsgewalt in religiösen Fragen einräumte. Am 3. November 1523 nahm ihm der Zürcher Rat seine Pfründe definitiv weg, verbot ihm das Predigen und ordnete die Wegweisung Stumpfs aus Höngg an. Stumpf weigerte sich vorerst wegzuziehen und wurde weiterhin von seinen Gemeindemitgliedern unterstützt. 
Nach dem Wegzug aus Zürich begab sich Stumpf vorerst nach Weiningen, wo er zusammen mit dem dortigen Pfarrer Georg Stäheli am 29. November 1523 eine Doppelhochzeit feierte, was unter den damaligen Umständen unzulässig und skandalös war. Der Name seiner Frau ist nicht überliefert, jedoch wurde ihm 1525 ein Sohn geboren. Anders als Stäheli konnte er sich einer Verhaftung durch den badischen Landvogt nicht entziehen. Laut Tagsatzungsbericht wurde der „entlaufene Mönch aus dem Schwabenland“ mit Ruten aus dem Land gepeitscht. Ende 1523 wurde er endgültig aus dem Staat Zürich weggewiesen. 1524 bewegte er sich im Raum Ulm, 1525 war er an der katholischen Universität in Frankfurt an der Oder eingeschrieben, und später war er in Basel anzutreffen, von wo aus er sich vergeblich mit Zwingli zu versöhnen suchte.
Ob Stumpf selbst die Gläubigentaufe angenommen hat, ist nicht bekannt. Die Taufe seines Sohnes hatte er vorerst unterlassen. Noch 1525 stellte er ein Gesuch an den Zürcher Rat, seine Ausweisung rückgängig zu machen. Dem wurde nicht entsprochen. 1527 tauchte sein Name nochmals in den Gerichtsakten von Zürich auf. Nach einem Gefängnisaufenthalt wurde er am 25. April 1527 unter Androhung der Todesstrafe erneut ausgewiesen. Wohin er sich darauf begab, ist unsicher. Im gleichen Jahr hielt sich Stumpf noch in Ulm auf, wo er sich von der lutherischen Lehre distanziert haben soll. Ende 1528 war er kurze Zeit als Pfarrer in Schömberg, wo er Kaiser Ferdinand I. mit einem Schreiben vom 16. September 1528 empfohlen worden war.